# Jacob ben David Bonjorn
Jacob ben David ben Bonjorn també conegut com a David Bonjorn del Barri o David ben Yom Tov (Cotlliure al voltant de 1300- Barcelona, probablement abans de 1361), fou un astrònom i astròleg jueu català. En el passat alguns estudiosos, entre ells l'erudit del segle xix, Moritz Steinschneider, l'han identificat amb l'erudit jueu portuguès David Ben Yom Tob ibn biliars, el que ara es considera poc probable. També va ser anomenat David Bonjorn, per ser Bonjorn una traducció literal del català a l'hebreu del Yom Tov, és a dir, "bon dia".
Va ser l'autor d'unes taules astronòmiques preparades a Perpinyà el 1361, i que encara avui es conserven manuscrites. Aquestes taules van gaudir d'una gran reputació en el seu temps i es van traduir al llatí durant el segle xv. També van ser objecte de molts comentaris en hebreu, entre els quals, un escrit per Joseph ben Saul Ḳimḥi. Molts manuscrits d'aquestes taules es van tornar a traduir del llatí a l'hebreu.

## Biografia
El seu pare era Bonjorn del Barri, un ric comerciant de la província del Rosselló, que en aquell moment era part del regne de Mallorca. L'any 1323 del Barri fou autoritzat pel rei Sanç de Mallorca per unir-se al consell de la comunitat jueva de Perpinyà, i de viatjar i comerciar lliurement per tot el país, sense haver de portar un distintiu groc o qualsevol altre símbol que l'identifiqués com a jueu. El 1327, arran de la mort del seu pare, David Bonjorn sol·licita a Jaume II d'Aragó diverses disposicions de la voluntat d'aquest: passar de Cotlliure a Perpinyà durant dos anys, no deixar diners per al nou rei de Mallorca o els seus cortesans fins al vint aniversari del rei, ni a oferir garanties per a ningú, a part de les seves pròpies germanes, ni a prendre un contracte d'arrendament de les rendes reals. Bonjorn sembla haver estat l'únic hereu. Tot i així, les seves germanes foren esmentades en el document. Una d'elles de nom Venges, es convertí en l'esposa del cèlebre escriptor jueu Josep Caspi.
Ben Yom Tov es casà en primeres núpcies amb una dona jueva de la ciutat d'Arles, a Provença. El matrimoni es va dissoldre sense consumar perquè la dona fou declarada boja.
En 1332 Alfons IV d'Aragó li concedí el permís per poder-se casar amb Esther, la filla d'Astruc Caravita, un ric comerciant de Girona. El matrimoni va ser turbulent i el 1337 Esther li demanà el divorci i la devolució del dot a la seva família. Però ell s'hi negà i no li concedí ni el document de repudi ni la devolució del dot. Per aconseguir alliberar-se del seu marit i recuperar els béns patrimonials i familiars. Atès que només el marit podia sol·licitar i concedir el divorci, Esther va fer desaparèixer tots els llibres i útils de l'estudi del seu marit, d'aquesta manera aconseguí que ell la repudiés David va cridar els juristes del rei de Mallorca per tractar d'influir en el tribunal. En resposta, les autoritats de Girona, ciutat natal d'Esther, van intervenir al costat d'ella. Fou un debat llarg i sorollós. Els rabins d'ambdós costats dels Pirineus es van acostar a dir-hi la seva.

## Situació dels jueus al s. XIV
La conquesta de Sicília es finançà amb aportacions de jueus i els impostos de les aljames. L'infant Alfons demanà un subsidi de 200.000 sous als jueus l'any 1282. Els jueus del Regne de València donaren 25.000 sous. Els aragonesos 75.000 sous. La resta (100.000 sous) fou pagada per les aljames catalanes. Mentre el rei era a l'illa, nobles, comerciants, oficials i homes de lleis conspiraren per apartar els jueus dels seus càrrecs reials. A la tornada, se celebraren corts a Tarassona (1283), en què es representaren nombroses queixes contra els recaptadors jueus. El successor del rei Pere, Alfons el Liberal (1285-91), no tingué una política ferma respecte als jueus. Oscil·lava entre la inclusió dels oficials jueus i el seu rebuig. Finalment, cedí a les pressions de les corts de 1286 i 1289.
Jaume el Just (1291-1327) seguí amb la línia de protegir els jueus i ratificar els seus drets. El monarca renovà diverses sessions de les Corts contra la pràctica de la usura. Però la intolerància continuà creixent. En aquest regnat es produí la Croada dels Pastors (1320), una sèrie d'atacs contra els jueus del sud de França, sobretot a Tolosa de Llenguadoc. Els pastorells estaven dirigits per un visionari popular que rebia el nom de Pastor. Els atacants passaren els Pirineus i arrasaren les aljames de Jaca i Montclús. Jaume II actuà i envià un destacament per protegir els jueus, i l'infant Alfons manà penjar quaranta dels atacants d'Osca. Els pastorells es dirigiren cap a Pamplona, on els jueus plantaren cara i els rebutjaren. Mercès a l'acció reial, se salvaren les comunitats jueves. Un any després, l'inquisidor de Tolosa, Bernat Gui, l'emprengué contra els jueus, acusats falsament d'enverinar l'aigua de diverses ciutats de França. El final del regnat de Jaume II es tancà a l'aljama de Barcelona, amb unes ordinacions (1327) que abolien tots els nomenaments i càrrecs que haguessin rebut els jueus del poder reial. Els assumptes de l'aljama serien regits per un consell format per trenta prohoms d'aquesta, a imitació del Consell de Trenta barceloní.
Alfons III de Barcelona (1327-36) inicià el seu regnat amb una llei on s'obligava els jueus a declarar els seus beneficis obtinguts dels préstecs, que seria revocada poc després. La manca d'un líder com Ben Adret comportà el deteriorament de la posició dels jueus. Lo mal any primer (1333), any de collites dolentes i molta fam, no tampoc els ajudà gens. Tanmateix sorgiren alguns erudits, com l'astrònom i literat David ben Yom Tov, vingut del sud de França, que construïa instruments per al futur rei Pere el Cerimoniós.